# Trollpila

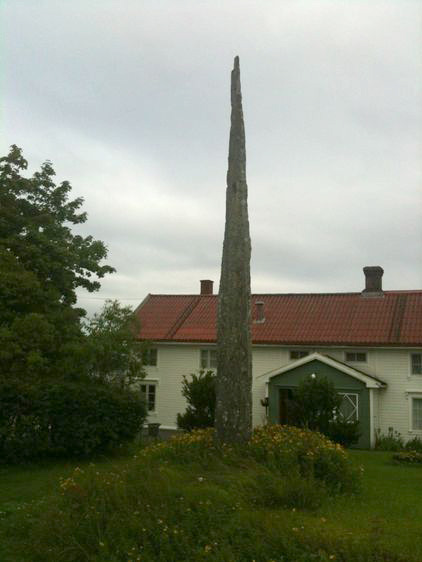
Trollpila

Der Trollpila (deutsch „Trollpfeil“ – auch Bolsøya genannt) ist ein spitzer Bautastein direkt neben der Straße, östlich der Inselkirche auf der Insel Bolsøya im Moldefjord in Molde im Fylke Møre og Romsdal in Norwegen.
Der spitze und schlanke eisenzeitliche Bautastein ist einer der höchsten in Norwegen. Es ist etwa 5,1 Meter hoch und 40 cm breit. 
Er heißt Trollpfeil, weil in einer alten Geschichte überliefert wurde, dass es einen Troll in den Bergen weiter südlich gab, der einen Pfeil auf die neu gebaute Kirche auf der kleinen Insel schoss, sie aber verfehlte.
In der Nähe stehen die Bautasteine von Nesje.